# شينيتشيرو ميكي
شينيتشيرو ميكي (三木眞一郎 ميكي شينيتشيرو) هو مؤدي أصوات ياباني ولد في 18 مارس 1968 في طوكيو.

## أدواره في الأنمي

### مسلسلات أنمي تلفزيونية
- بوكيمون - بوكيدكس، جيمس، جيودود، ستاريو، تشارمندر/تشارميليون/تشاريزارد، زوبات/غولبات/كروبات، دوغونغ، آركاناين، بوليواغ/بوليويرل، ماساموني
- بوكيمون أدفانس - جيمس
- بوكيمون دياموند/بيرل - جيمس
- بوكيمون بلاك/وايت - جيمس
- بوكيمون إكس/واي - جيمس، هولوتشا
- بليتش - كيسكي أوراهارا
- إينيشيال دي - تاكومي فوجيوارا
- إينيشيال دي Second Stage - تاكومي فوجيوارا
- إينيشيال دي Fourth Stage - تاكومي فوجيوارا
- إينيشيال دي Fifth Stage - تاكومي فوجيوارا
- البدلة المتنقلة جاندام 00 - لوكون ستراتوس
- دي جرايمان - باك شان
- فيرتشوا فايتر - أكيرا يوكي
- كريستال بليز - شو
- نسل الظلام - أساتو تسوزوكي
- داركر ذان بلاك: المقاول الأسود - إيريك نيشيجيما
- فيوتيفل جو - ألاستور
- ناروتو - ميزوكي
- رؤيا إسكافلوني - آلن شيزار، أمانو
- فيت/ستاي نايت - أساسين
- فيت/ستاي نايت: Unlimited Blade Works - أساسين
- فيت/غراند أوردر: الجبهة الشيطانية المطلقة بابيلونيا - ليونيداس الأول
- فل ميتال بانيك! - كورز ويبر
- فل ميتال بانيك؟ فوموفو - كورز ويبر
- فل ميتال بانيك! The Second Raid - كورز ويبر
- طوكيو أندرغراوند - سيكي
- ساموراي 7 - كيوزو
- جرافيتيشن - تاكي آيزاوا
- تسوباسا كرونيكل - تويا
- المقيم الأبدي - شيرا
- بلاك كات - كريد ديسكينث
- دوت هاك ساين - كريم
- دوت هاك روتس - كون
- جينيريتر غاول - كوجي
- فايس كرويتز - يوجي
- فايس كرويتز غليين - يوجي
- تنبو إيبون أياكاشي أياشي - إدو غينباتسو
- إل كازادور دي لا بروها - هاينز شنايدر
- لاست إكسايل - مولن شيتلاند
- كوروزوكا - أراشياما
- غينتاما - تاتسوما ساكاموتو
- خيميائي الفولاذ: فل ميتال ألكيميست - روي موستانغ
- سكرابد برنسس - شانون كاسول، بيكنهام
- ديفل ماي كراي - موديوس
- التنين الأزرق - الرائد لؤي
- جت باكرز - تاكيرو تيشيميني
- أوتوغي زوشي - مانسايراكو
- ذا بيغ أو - أوليفر
- جنود السايبورغ - كارل إيكر
- فوشيغي يوغي - كيسكي يوكي
- كوباتو - كازوتو أوكيورا
- هاكوؤكي - هيجيكاتا توشيزو
- هاكوؤكي: الدم الأزرق - هيجيكاتا توشيزو
- الرمية الكبرى: بطولة الصيف - رييتشي ميهاشي
- رايدباك - رومانوف كارينباخ
- ستار درايفر - ريوسكي كاتاشيرو
- الفتاة الساحرة مادوكا ماجيكا - مضيف
- الأرجوحة الطائرة - جونيتشي هوشياما
- هيوغيمونو - تاكاياما أوكون
- NO.6 - يومين
- أن-غو - رينروكو كايشو
- نيسيمونوغاتاري - ديشو كايكي
- سلسلة مونوغاتاري الموسم الثاني - ديشو كايكي
- ماغي: The Labyrinth of Magic - معلم جميل، ماركيو/المصرفي، تاجر الأسلحة، اثنان
- ماغي: The Kingdom of Magic - اثنان
- كيل لا كيل - آيكورو ميكيسوغي
- كرة سلة كوروكو - الراوي، كاغيتورا آيدا
- هاجيمي نو إيبو Rising - ريوهي ساوامورا
- كود:بريكر - هيتومي
- كاراكوري كيدن هيو سنكي - أراشي
- بلاك بوليت - شوما ناغيساوا
- الخيانة تعرف إسمي - تاتشيبانا غيو
- ترينيتي سفن - الناظر
- سأتحول إلى فتاة تسريحة الذيلين! - بابييونغيلدي
- غريت تيتشر أونيزوكا - هيديرو أوساوا
- تراياج X - شينيتشيرو إينوناكي
- أماغي بريليانت بارك - جو
- الخطايا السبع المميتة - سليدر
- الخطايا السبع المميتة: تلميحات الحرب المقدسة - سليدر
- الخطايا السبع المميتة: إعادة إحياء الوصايا - سليدر
- أوشيو و تورا - رايشين
- كونكريت ريفولوتيو: فنتازيا الخوارق - ماغوتاكي هيتويوشي
- كونكريت ريفولوتيو: فنتازيا الخوارق THE LAST SONG - ماغوتاكي هيتويوشي
- ون بنش مان - سنيك
- ون بيس - بيدرو
- موب سايكو 100 - كوياما
- موب سايكو 100 II - كوياما
- ملحمة تانيا الآثمة - إيريخ فون ريرغين
- أسد آذار - كاي شيمادا
- ذا ريفليكشن - إكس-أون
- كابتن ماجد J - وليد
- دراغون بول سوبر - زاماسو
- بونغو ستراي دوغز - جيد
- أوف سايد - كايانو تاكاشي
- أكاديميتي للأبطال - سير نايتآي
- سيف قاتل الشياطين - تانجورو كامادو
- ذا غود أوف هاي سكول - أو سونجين، في-لونغ
- الشجعان العشرة - ناوي كانيتسوغو

### أنمي الإنترنت
- نينجا سلاير فروم أنيميشن - ناكاتا
- وجبة الغداء في منزل إميا - أساسين

### أوفا أنمي
- فايس كرويتز - يوجي
- سينت سيا: هادس: العالم السفلي - غارودا آياكوس
- سينت سيا: ذا لوست كانفاس - آرييس شيون

### أفلام أنمي
- سلسلة أفلام بوكيمون
  - فيلم بوكيمون الأول: ثأر ميوتو - جيمس، تشاريزارد، ستاريو
  - فيلم بوكيمون 2000: قوة الإتحاد - جيمس، تشاريزارد
  - فيلم بوكيمون 3: إنتي و تعويذة الأنون - جيمس، تشاريزارد، ستاريو، زوبات
  - فيلم بوكيمون فور إيفر: سيليبي صوت الغابة - جيمس
  - بوكيمون هيروز: لاتيوس و لاتياس - جيمس، كروبات، بوليتود
  - فيلم بوكيمون: جيراتشي محقق الأماني - جيمس، فلايغون
  - فيلم بوكيمون: مصير ديوكسيس - جيمس، توركول
  - فيلم بوكيمون: لوكاريو و لغز ميو - جيمس
  - بوكيمون رينجر و قصر البحر - جيمس، مارشتومب، بينزر
  - فيلم بوكيمون: نهوض داركراي - جيمس، تيرتويغ
  - فيلم بوكيمون: غيراتينا و محارب السماء - جيمس، تيرتويغ
  - فيلم بوكيمون: آركيوس و جوهرة الحياة - جيمس، غروتل
  - فيلم بوكيمون: زوروارك سيد الأوهام - جيمس
  - فيلم بوكيمون بلاك: فيكتيني و ريشيرام - جيمس
  - فيلم بوكيمون وايت: فيكتيني وزيكروم - جيمس
  - فيلم بوكيمون: كيوريم ضد سيف العدالة - كراسل
  - فيلم بوكيمون: جينيسيكت و نهوض الأسطورة - جيمس، تشاريزارد
  - فيلم بوكيمون: ديانسي و شرنقة الدمار - جيمس، هولوتشا
  - فيلم بوكيمون: هوبا و صراع الأزمنة - جيمس
  - فيلم بوكيمون: فولكانيون و الأعجوبة الميكانيكية - جيمس
  - فيلم بوكيمون: أنا أختارك! - جيمس
  - فيلم بوكيمون: قوتنا - جيمس
  - فيلم بوكيمون: ثأر ميوتو: التطور - جيمس
- فيلم بليتش: ميموريز أوف نوبودي - كيسكي أوراهارا
- فيلم بليتش: فيد تو بلاك, أنادي اسمك - كيسكي أوراهارا
- إينيشال دي Third Stage - تاكومي فوجيوارا
- فيت/ستاي نايت: Unlimited Blade Works - أساسين
- سلسلة أفلام فيت/ستاي نايت Heaven's Feel
  - فيت/ستاي نايت Heaven's Feel: الفصل الأول: presage flower - أساسين
- فيلم البدلة المتنقلة جاندام 00: أ ويكينينغ أوف ذا تريلبليزر - لوكون ستراتوس
- سلسلة أفلام توا نو كوؤن
  - توا نو كوؤن: الفصل الأول «البتلة الرغوية» - كاميشيرو
  - توا نو كوؤن: الفصل الثاني «رقصة الفوضى» - كاميشيرو
  - توا نو كوؤن: الفصل الثالث «عقوبة الأوهام» - كاميشيرو
  - توا نو كوؤن: الفصل الرابع «القلق القرمزي» - كاميشيرو
  - توا نو كوؤن: الفصل الخامس «عودة القاهر» - كاميشيرو
  - توا نو كوؤن: الفصل السادس «الأبد الأبدي» - كاميشيرو
- فيلم خيميائي الفولاذ: نجم ميلوس المقدس - روي موستانغ
- الفتاة الساحرة مادوكا ماجيكا: البداية - مضيف
- النفي من الفردوس - دينغو
- إمبراطورية الجثث - ألكسي كارامازوف
- التناغم - إليا فاسيلوف
- دوت هاك جي يو تريلوجي - كون
- فيلم ترينيتي سفن: «إترنيتي لايبراري» و «ألكيميك غيرل» - الناظر
- فيلم ترينيتي سفن: «هيفنز لايبراري» و «كريمزون لورد» - الناظر
- فيلم ملحمة تانيا الآثمة - إيريخ فون ريرغين
- كابانيري الحصن الحديدي: معركة أوناتو - كاغيوكي

## أدواره في ألعاب الفيديو
- سلسلة كينغدوم هارتس
  - كينغدوم هارتس - علاء الدين
  - كينغدوم هارتس تشين أوف ميموريز - علاء الدين
  - كينغدوم هارتس II - علاء الدين
- سينت سيا: ذا هادس - غارودا آياكوس
- دانغانرونبا أناذر إيبيسود: ألترا ديسبير غيرلز - هايجي توا
- جوجوز بيزار أدفنتشر: أول ستار باتل - جايرو زيبيلي
- بروجكت X زون - أكيرا يوكي
- بروجكت X زون 2 - أكيرا يوكي
- سايكوباس: مانداتوري هابينيس - تاكوما تسوروغي
- سلسلة ألعاب دوت هاك جي يو - كون
- ميجا مان إكس 6 - بليز هيتنيكس

## أدواره في الدبلجة اليابانية
- آيرون مان - هومر
- بعد 28 يوما - جيم
- الفتى أسترو - سباركس

## وصلات خارجية
- شينيتشيرو ميكي على موقع IMDb (الإنجليزية)
- شينيتشيرو ميكي على موقع ميوزك برينز (الإنجليزية)
- شينيتشيرو ميكي على موقع ديسكوغز (الإنجليزية)
- شينيتشيرو ميكي على موقع قاعدة بيانات الفيلم (الإنجليزية)
- شينيتشيرو ميكي على موقع ANN person (الإنجليزية)